# 러시아-베트남 관계
러시아–베트남 관계는 공식적으로 1950년 1월 30일, 소련이 북베트남에 대사관을 설립하면서 시작되었다. 소련은 베트남을 세계에서 가장 먼저 승인하고 외교 관계를 수립한 국가 중 하나로, 이는 양국 간의 강력하고 협력적인 우호 관계의 기반을 마련하였다.

## 역사

### 초창기
최초의 베트남인들이 소련에 등장한 것은 1920년대 초였다. 이들은 주로 동방노력자공산대학을 포함한 코민테른 계열 대학의 학생들이었으며, 약 70명의 베트남인이 소련에서 이러한 공산주의 교육 과정을 거쳤다. 호찌민 역시 1920년대에 다른 인도차이나 공산당원들과 함께 모스크바에서 수학하였다.
소련은 제1차 인도차이나 전쟁 중인 1950년 1월, 동국권동유럽의 위성국들과 새롭게 수립된 중화인민공화국과 함께 베트남 민주공화국을 외교적으로 최초로 승인한 국가였다. 1954년 제네바 회담 당시 소련은 베트민 대표단에게 분단을 갈등의 타협적 해결책으로 수용하라고 압력을 가했다. 이후 1964년에는 소련 각료회의 의장 알렉세이 코시긴이 하노이를 방문해 레주언에게 남베트남과 미국에 대한 전쟁 확대를 만류하려 하였다. 그럼에도 불구하고 소련은 전통적으로 베트남의 가장 강력한 동맹국 중 하나였으며, 전쟁 중 북베트남에 결정적인 군사 지원을 제공하였다. 이 지원에는 레이더와 지대공 미사일 같은 방공 장비, 조종사 훈련, 그리고 일부 전천후 MIG 전투기와 일류신 Il-28 경폭격기 여러 대를 포함한 항공기가 포함되었다.
중소 분쟁 동안, 베트남은 처음에 한편으로는 중국과, 다른 한편으로는 소련과의 관계 균형을 추구했다. 베트남 지도부는 어느 나라를 지지할지에 대해 분열되어 있었다. 레주언이 이끄는 친소 그룹이 결국 힘을 얻었는데, 특히 중국이 미국과의 관계 개선을 시도하자 베트남 지도부는 이를 베트남-중국 관계에 대한 배신으로 보았다. 베트남이 소련과 점점 더 가까워지자, 소련에 의해 포위될 것을 두려워한 중국 지도부는 1979년 중국-베트남 전쟁을 시작하기로 결정하는 데 기여하였다.
베트남은 1978년 6월 28일, 경제상호원조회의에 가입하였다. 소련의 베트남에 대한 군사 원조는 1977년 7,500만 달러에서 1억 2,500만 달러 사이에서 1978년 6억 달러에서 8억 달러 사이로 증가하였다. 1978년 11월 3일, 베트남과 소련은 공식 군사 동맹을 체결하였다. 소련은 1978년 12월에 시작된 베트남의 캄보디아 침공을 지원하였다.
소련은 직접적인 군사 행동에는 나서지 않았지만, 1979년 중국-베트남 전쟁 동안 베트남에 정보와 장비 지원을 제공하였다. 소련은 베트남을 지지하는 행위로서 중국-소련 국경에 군대를 배치하였으며, 중국군 병력을 묶어두었다. 소련 태평양 함대는 중국군의 전장 통신을 베트남군에 중계하기 위해 베트남 연안에 15척의 함선을 배치하였다.

### 소련 붕괴 이후
1991년 소련 붕괴 이후, 베트남과 소련의 주요 승계 국가인 러시아 간에 우호 관계가 수립되었다. 러시아 내 베트남 공식 인구의 약 5%는 러시아 정부 장학금을 받은 학생들로 구성되어 있다. 2001년 1월, 소련-베트남 수교 50주년을 기념하여 러시아 대통령 블라디미르 푸틴이 하노이를 공식 방문하였고, 베트남 국가주석 쩐득르엉이 영접하였다. 2001년 양국 간 무역 규모는 5억 5,000만 달러였으며, 러시아는 기계류와 철강을 베트남에 수출하였고, 베트남은 섬유와 쌀을 러시아에 수출하였다. 양국은 에너지 분야에서도 협력하여 합작기업 비엣소프페트로가 백호유전에서 원유를 생산하였다.
베트남 전쟁이 1975년에 종료된 후, 소련은 1980년대 베트남에 원조를 제공하는 후원자 역할을 했으나 1991년 소련 붕괴로 이념적, 경제적, 군사적 동맹국이 약화되었다. 공식적으로 베트남은 여전히 세계에서 마지막 남은 공산주의 국가 중 하나로 남아 있으며, 공산당의 낫과 망치 깃발도 여전히 볼 수 있으나, 지난 20년간 아시아와 서구의 투자를 받아 "사회주의 지향 시장 경제"를 수용하였다.
러시아 외무장관 세르게이 라브로프는 2009년 7월, 베트남을 방문하여 "양국 관계가 긍정적으로 발전해 왔다"며 "양자 협력이 높은 수준에 이를 것으로 확신한다"고 말했다.
2022년부터 크렘린의 요청에 따라, 베트남은 우크라이나 침공을 비판한 러시아 국민 여러 명을 베트남에서 추방하였다.
2022년 7월, 세르게이 라브로프 러시아 외무장관은 하노이에서 부이타인썬 베트남 외무장관과 회담하였다. 라브로프는 베트남을 러시아의 아세안 내 "핵심 파트너"라고 언급했다.
베트남은 2022년 3월과 2023년 2월, 러시아의 우크라이나 침공을 규탄하는 유엔 결의안 표결에서 모두 기권하였다. 베트남 정부는 언론에 "침공"이라는 표현을 사용하지 말 것을 지시하고, 우크라이나 전쟁 관련 보도를 최소화하도록 요청했다.
2023년 5월 21일부터 23일까지, 러시아 연방 안보회의 부의장 드미트리 메드베데프가 하노이를 방문하여 베트남 공산당 총서기 응우옌푸쫑과 회담하였다. 양측은 러시아와 베트남 간 관계 강화 및 국제 정세에 대해 논의하였다.
2024년 6월 19일부터 20일까지, 블라디미르 푸틴 러시아 대통령이 베트남을 방문하였다. 푸틴은 베트남 공산당 총서기 응우옌푸쫑 및 베트남 국가주석 또럼과 회담하였다. 푸틴은 우크라이나 침공과 관련해 베트남이 취한 "균형 잡힌 입장"에 감사를 표했다. 베트남 정부 관계자에 따르면, 푸틴은 무역, 투자, 과학기술, 교육 등의 분야에서 협정 체결을 발표할 것으로 예상되며, 에너지 및 군사 분야 협력도 주요 의제로 논의될 예정이다.

## 여론 조사
2017년 베트남인의 83%가 러시아에 대해 긍정적인 견해를 가지고 있었고, 89%의 베트남인이 블라디미르 푸틴 러시아 대통령에 대해 긍정적인 견해를 가지고 있었다.

### 외교 공관
- (러시아어/베트남어) Embassy of Russia in Hanoi 보관됨 2009-09-01 - 웨이백 머신
- Embassy of Vietnam in Moscow
- (러시아어) Consulate General of Russia in Danang 보관됨 2011-10-08 - 웨이백 머신
- (영어/베트남어) Consulate-General of Vietnam in Vladivostok 보관됨 2017-08-18 - 웨이백 머신